# Melasina jactata
Melasina jactata är en fjärilsart som beskrevs av Edward Meyrick 1937. Melasina jactata ingår i släktet Melasina och familjen säckspinnare. Inga underarter finns listade i Catalogue of Life.